# ボストン (バンド)
ボストン（Boston）は、アメリカ合衆国出身のロックバンド。
1970年代後半から1980年代にかけて隆盛した「アメリカン・プログレ・ハード（スタジアム・ロック)」の代表格の一つとして知られる。バンドの形態を採っているが、創設者トム・ショルツが全般を創作するプロジェクトという一面を持つ。
デビュー早々からミリオンセラーを連発し、全世界での総売り上げは7,500万枚以上を記録している。

## 概要・略歴

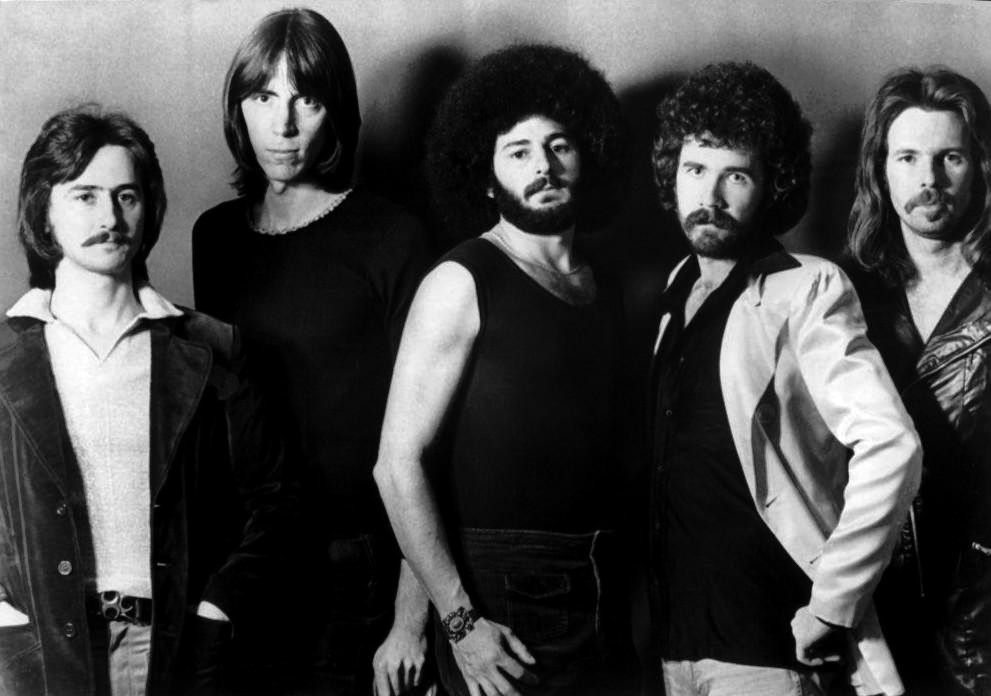
1977年のグループショット。左からバリー・グドロー、トム・ショルツ、シブ・ハシアン、ブラッド・デルプ、フラン・シーン。

ショルツはオハイオ州の出身。7歳からピアノを習い、マサチューセッツ工科大学在学中にギターを独学で覚える。大学卒業後はポラロイド社に就職しプロダクト・エンジニアとなった。仕事の傍ら、電気工学の知識を生かして自宅アパートに多重録音可能なスタジオを構築、そこで作り上げたデモ・テープがCBSレコードに認められ契約する。
1976年、ファースト・アルバム『幻想飛行』をリリース。シングル・カットされた「宇宙の彼方へ（More Than A Feeling）」と共に全米チャートで上昇。アルバムは全米3位を獲得し、アメリカだけで1,700万枚、全世界で2,500万枚売り上げている。
1978年、ツアーの合間を縫って慌ただしく制作されたセカンド・アルバム『ドント・ルック・バック』も全米1位の大ヒットを記録する。一方、大手のCBSに所属してポップなロック・サウンドを披露したため、ジャーニー、TOTO、スティクスらと同様に産業ロックのバンドと揶揄する向きもあった。
『幻想飛行』と『ドント・ルック・バック』は、5人編成のバンドのアルバムとしての体裁がとられていたが、これはショルツの演出だった。記載されたメンバーのクレジットとは異なり、レコーディングでは彼が殆どのパートを演奏し、リード・ボーカルとコーラスを全て担当したボーカリストのブラッド・デルプ以外の3名の参加は限られたものだった。彼等は正式メンバーとしてツアーに全面参加したが、ステージでは全てショルツの指示通り演奏していた。
1979年4月、初の日本公演「CHERRY BLOSSOM TOUR '79」を開催。以降次作の発表が待ち望まれたが、完璧主義者ショルツのレコーディング作業はなかなか進まず、ついにはCBSに契約不履行で訴えられ長期間の法廷闘争に突入、ボストンの活動は一時停止する。
1986年、法廷闘争が決着してMCAレコードへ移籍。8年ぶりのサード・アルバム『サード・ステージ』を発表。シングル・カットされた「アマンダ」が全米1位を獲得し、アルバムも2作連続で1位を記録。
その後も悠々自適のペースでアルバムを制作、1994年に4thアルバム『ウォーク・オン』、1997年のベスト盤『グレイテスト・ヒッツ』 をはさんで、2002年に5thアルバム『コーポレイト・アメリカ』を発表。

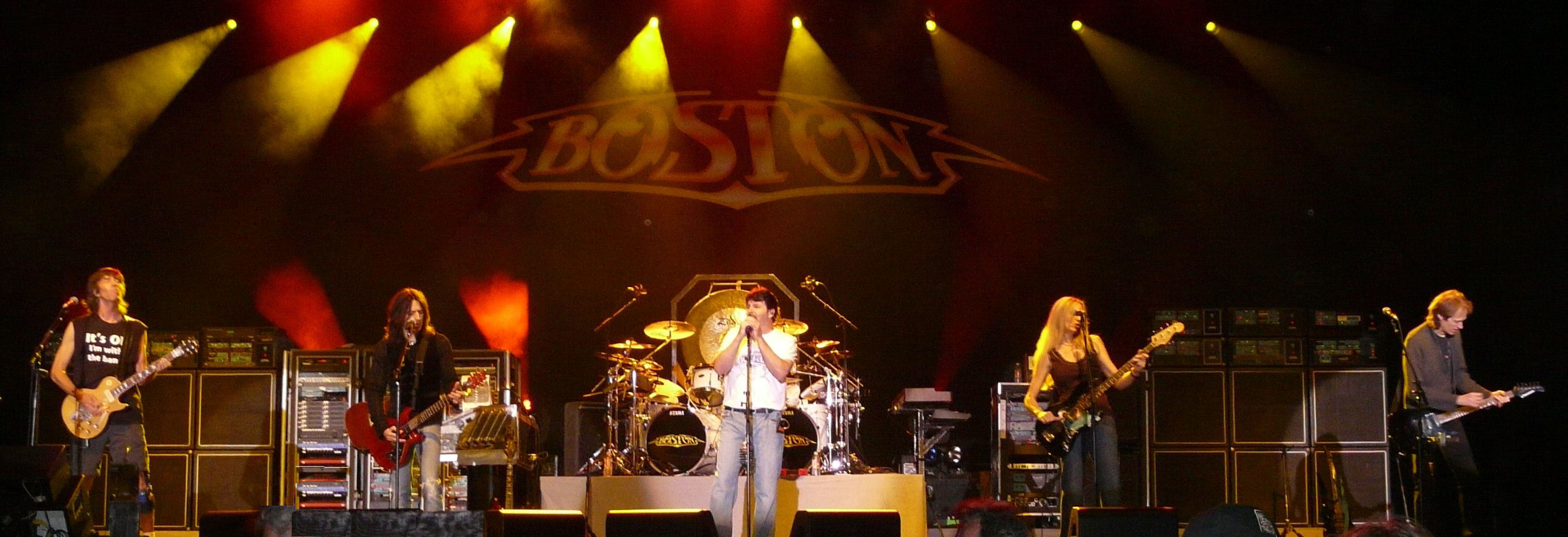
ミネソタ州ヒンクリー公演 (2008年6月)

2007年、デルプが自殺により急死。同年夏の全米ツアーは中止された。翌年、HR/HMバンド「ストライパー」のマイケル・スウィートが参加し、ツアーを再開。
2013年、11年ぶりの6thアルバム『ライフ、ラブ&ホープ』を発表。
2014年、35年ぶりの日本公演を開催。

## 結成とデビュー・アルバム制作の経緯
デビュー前にショルツのデモ・テープを聴いたCBSの担当者は「現存するあらゆる（ロック・ミュージック）作品の中で、最も素晴らしい作品である」と評価したと言われる。デビュー・アルバムの制作は完成度の高いデモ・テープの内容を、プロのスタジオでのレコーディングに匹敵するクオリティで忠実に再現することに費やされた。
ショルツが殆ど全ての楽器を演奏し、ボーカリストのブラッド・デルプ以外のメンバーはデビューにあたってライブ活動を行なうために集められた。当初ショルツにはライブ活動のことは念頭になかったが、当時はアルバム発表に続いてツアーを敢行してアルバムの売上を確実なものにするのが当然と考えられており、彼はCBSの強い勧めに従って急遽オーディションを行ったと言われている。
レコーディングにあたっては、デモ・テープ同様、デルプがメインボーカルだけにとどまらずハーモニーやあらゆるコーラスを担当した。またシブ・ハシアンとジム・マスデアによってドラム・パートが録音され、バリー・グドローによる印象的なリードギターも付け加えられた。ショルツはそれらの音源を持って自宅のスタジオに籠り、ミックス作業に没頭した。しかし「プロのクオリティのレコーディング」というCBSからの強い圧力はかかり続けた。エピック・レコードから起用された音楽プロデューサーのジョン・ボイランはCBSの目くらましのため、ショルツ以外のメンバーを西海岸のスタジオに連れていき「1曲だけ」のレコーディングを行った。
デビュー・アルバム『幻想飛行』の収録曲は様々な音源が何重にも重ねられて独特の分厚い重厚感を持たせた楽曲群だが、テンポは全て「手拍子」で測られ、多重録音に必要とされるリズムボックスは一切使用されなかった。それが功を奏して、いわゆる「一発録り」的な迫力が生まれ、ほとんどショルツ一人の演奏であるにもかかわらず、あたかもビッグバンドの演奏であるかのようなサウンドに仕上がった。彼だけが関わったミックス作業は大変な労力を要した。アルバム・ジャケットに表示された「No Synthesizers Used（シンセサイザー使用せず）」「No Computers Used（コンピュータ使用せず）」という有名なクレジットは決して大袈裟ではなく、綿密に手を加えられた音源と膨大な時間と労力を費やしたミックス作業を象徴するものである。ショルツ一人でほとんど全てを作った事実を、CBSは俄かには信じなかった。
2006年、『幻想飛行』発売30周年記念として、ショルツ自身によるデジタル・リマスターの『幻想飛行』再発盤と『ドント・ルック・バック』再発盤が発売され話題を呼んだ。21世紀の「CD時代」にふさわしく音質は向上した一方で、むしろオリジナル版の「30年前の録音〜ミックスのクオリティの高さ」が浮き彫りとなった。

## トム・ショルツの音楽機器開発
ショルツは1980年代にロックマン・ブランドのギター・アンプやエフェクターを開発・販売している。「これ一台でボストンと同じ分厚いギターの音が出せる」というのが特徴。中でもヘッドホンアンプはその手軽さからヒット商品となった。これらの商品開発でいくつかの音響工学関連の特許を取っている。
因みに彼は「留守中の植物への水やり機」「絶対にチューニングの狂わないギター」など特許は数多くとっているという。

## ブラッド・デルプの死

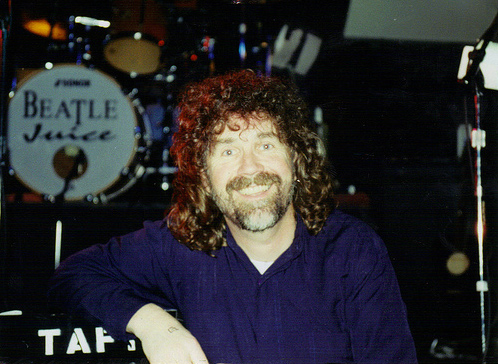
ブラッド・デルプ(Vo)

2007年3月9日、ショルツと共に結成以来在籍していたデルプが急死した。この日、彼はニューハンプシャー州アトキンスの自宅に一人でおり、争った形跡などはなかった。
死の数時間後にはボストンのウェブサイトに「We've just lost the nicest guy in rock and roll.」というシンプルな追悼メッセージが表示された。地元メディアのウェブサイトなどによると、彼はボストンの夏のツアー・コンサートと再婚に備えていたという。
同月14日にニューハンプシャー州警察とロイター通信が発表したところによると、遺体が発見された浴室には車の排気筒からホースが引き込まれており、検死の結果、死因は一酸化炭素中毒で、彼は自殺を図ったことが判明した。

## メンバー

### 現ラインナップ
- トム・ショルツ (Tom Scholz) - 全楽器、ボーカル (1976年- ) ライブでは主にギター/キーボード等を担当
- ギャリー・ピール (Gary Pihl) - ギター、キーボード (1985年- )
- トミー・デカーロ (Tommy DeCarlo) - リードボーカル、キーボード (2008年- )
- トレーシー・フェリー (Tracy Ferrie) - ベース (2012年- )
- ジェフ・ニール (Jeff Neal) - ドラムス (2002年- )
- ベス・コーエン (Beth Cohen) - キーボード、ギター (2002年、2012年、2015年- ) 女性プレイヤー

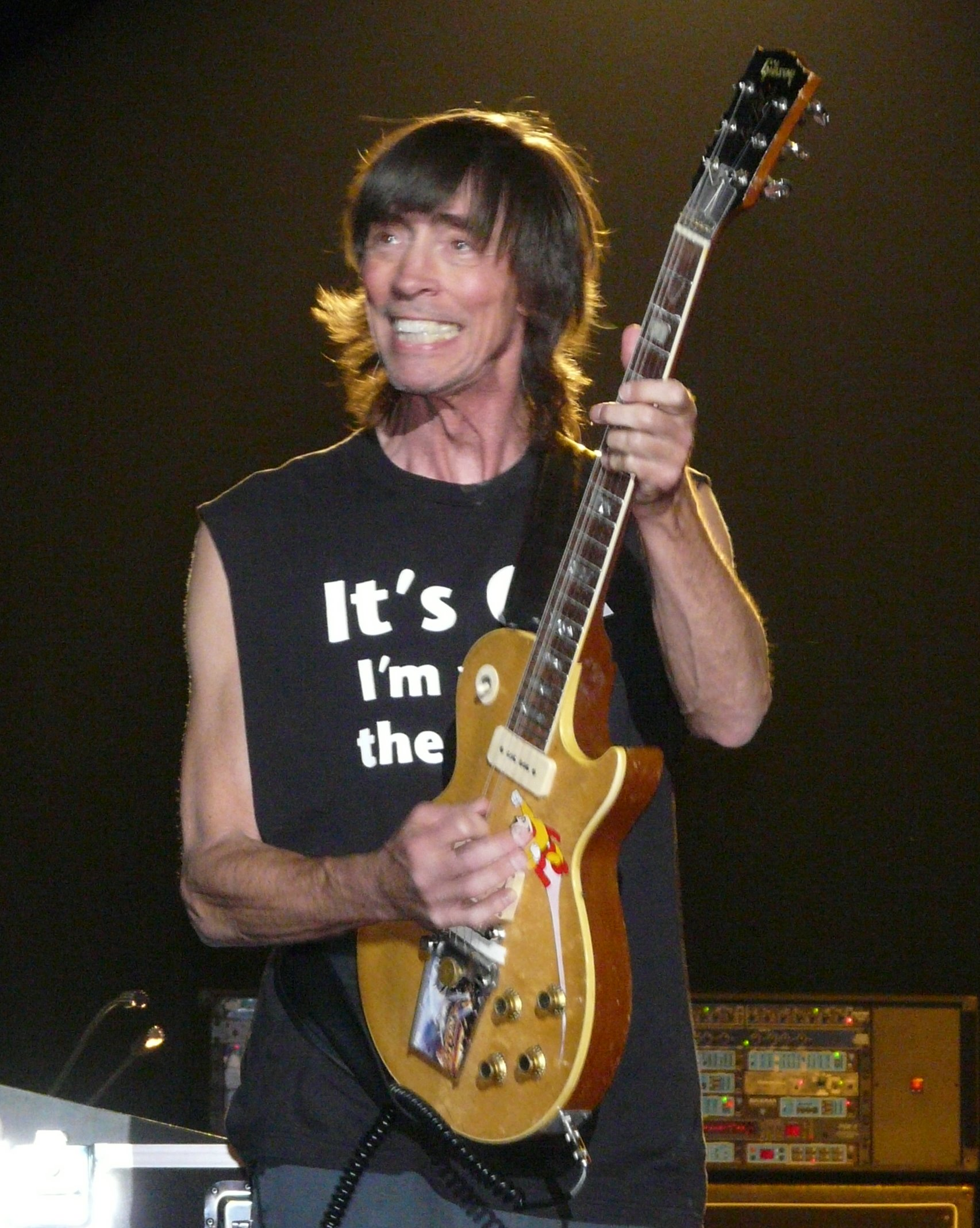
トム・ショルツ 2008年
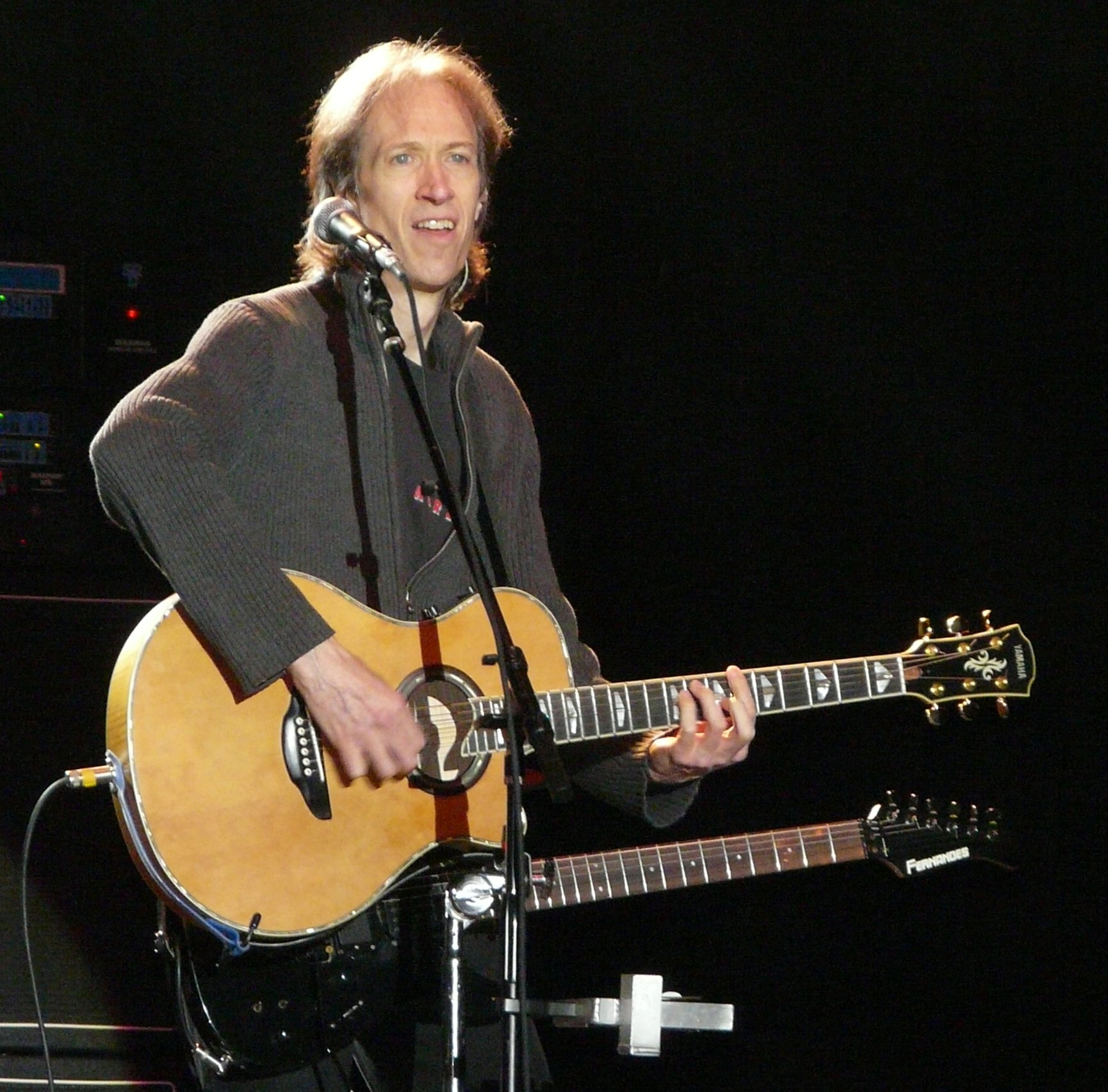
ギャリー・ピール(G) 2008年
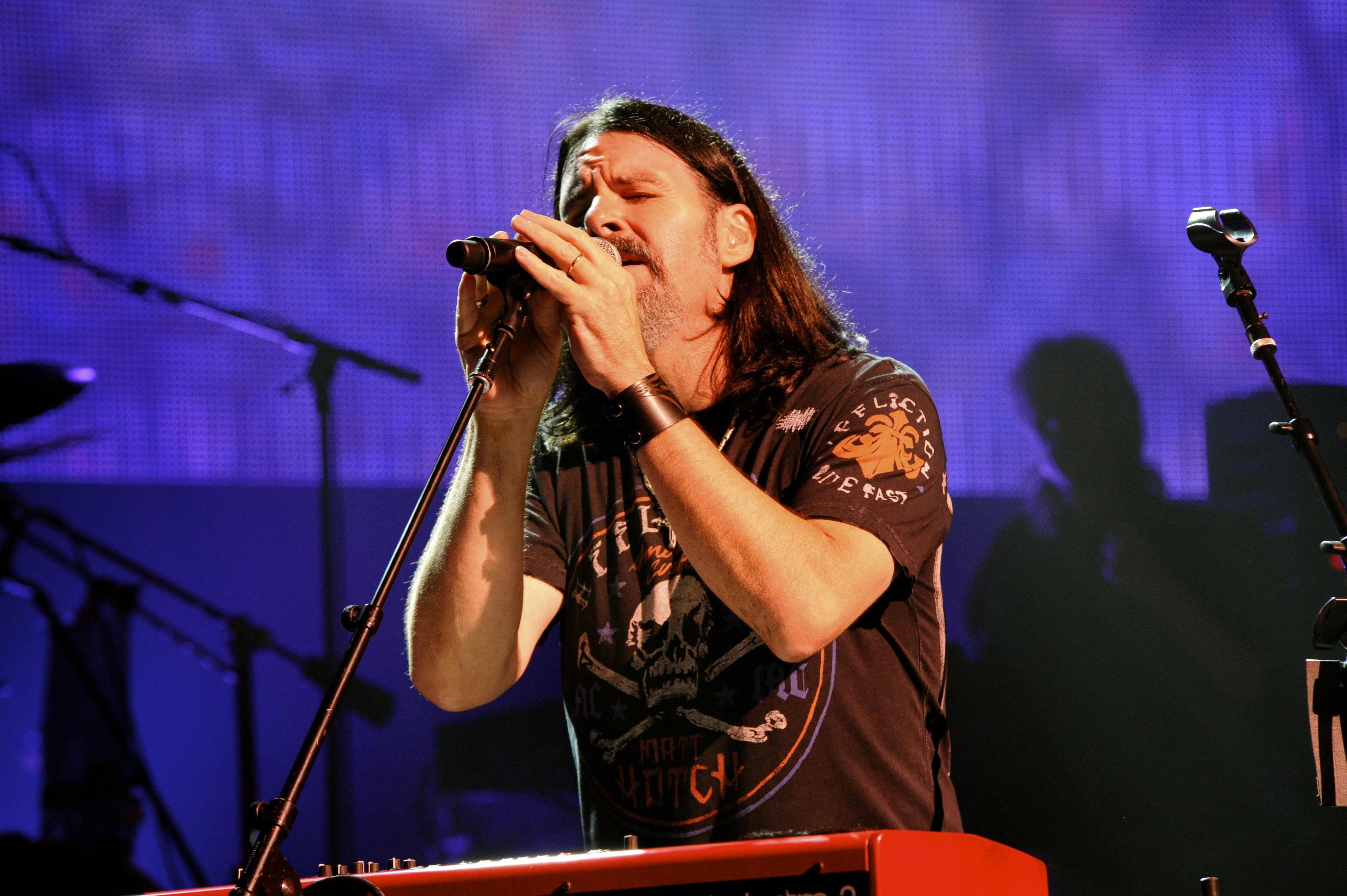
トミー・デカーロ(Vo/Key) 2012年

### 旧メンバー
- ブラッド・デルプ (Brad Delp) - ボーカル、リズムギター、キーボード (1976年-1991年、1994年-2007年) ※2007年死去
- フラン・シーン (Fran Sheehan) - ベース (1976年-1986年)
- ジム・マスデア (Jim Masdea) - ドラムス (1976年、1987年-1994年)
- バリー・グドロー (Barry Goudreau) - リードギター (1976年-1981年)
- シブ・ハシアン (Sib Hashian) - ドラムス (1976年-1982年) ※2017年死去[9]
- クリス・リヴァス (Chris Rivas) - ドラムス (1985年)
- デヴィッド・サイクス (David Sikes) - ベース (1987年-1997年)
- ダグ・ハフマン (Doug Huffman) - ドラムス (1987年、1994年)
- フラン・コスモ (Fran Cosmo) - ボーカル、ギター (1992年-2009年)
- カーリー・スミス (Curly Smith) - ドラムス (1994年-2000年、2012年-2014年)
- キンバリー・ダーム (Kimberley Dahme) - ボーカル、ベース (2001年-2014年) ※女性プレイヤー
- アンソニー・コスモ (Anthony Cosmo) - ギター、キーボード、ベース (2002年-2006年) ※フラン・コスモの息子
- アンソニー・シトリナイト (Anthony Citrinite) - ドラムス (2001年)
- トム・ハムブリッジ (Tom Hambridge) - ドラムス (2002年)
- マイケル・スウィート (Michael Sweet) - ボーカル (2008年-2011年)
- デヴィッド・ビクター (David Victor) - ギター (2012年-2014年)

## ディスコグラフィ

### アルバム
- 『幻想飛行』 - Boston (1976年) ※全米3位 1700万枚
- 『ドント・ルック・バック』 - Don't Look Back (1978年) ※全米1位 700万枚
- 『サード・ステージ』 - Third Stage (1986年) ※全米1位 400万枚
- 『ウォーク・オン』 - Walk On (1994年) ※全米7位 100万枚
- 『グレイテスト・ヒッツ』 - Greatest Hits (1997年) ※全米47位 200万枚
- 『コーポレイト・アメリカ』 - Corporate America (2002年) ※全米42位 50万枚
- 『ライフ、ラブ&ホープ』 - Life, Love & Hope (2013年)

※注：順位はビルボード・アルバムチャートによる。売上枚数はRIAA（全米レコード協会）による認定枚数。

### シングル
- 「宇宙の彼方へ」 - "More Than A Feeling" (1976年)  ※全米5位
- 「ロング・タイム」 - "Long Time" (1977年)  ※全米22位
- "Peace Of Mind" (1977年)  ※全米38位
- 「ドント・ルック・バック」 - "Don't Look Back" (1978年)  ※全米4位
- 「遥かなる想い」 - "A Man I'll Never Be" (1978年)  ※全米31位
- 「フィーリン・サティスファイド」 - "Feelin' Satisfied" (1979年)  ※全米46位
- 「アマンダ」 - "Amanda" (1986年)  ※全米1位
- 「ウィア・レディ」 - "We're Ready" (1986年)  ※全米9位
- 「キャンチャ・セイ」 - "Can'tcha Say (You Believe In Me)"  (1987年) ※全米20位
- 「アイ・ニード・ユア・ラヴ」 - "I Need Your Love" (1994年)  ※全米51位
- "Walk On Medley" (1994年)

## 日本公演
- 1979年（CHERRY BLOSSOM TOUR '79）
  - 4月13日・14日 大阪 大阪府立体育会館
  - 4月16日 福岡 九電記念体育館
  - 4月18日・19日・20日 東京 日本武道館
- 2014年（Heaven on Earth TOUR）
  - 10月2日・9日 東京 日本武道館
  - 10月4日 名古屋 愛知県体育館
  - 10月6日 大阪 大阪市中央体育館